# Бронепалубни крайцери тип „Астрея“
Астрея (на английски: Astrea) са серия бронепалубни крайцери от 2-ри ранг, на Британския Кралски флот построени през 1890-те години на 19 век. Серията е развитие на крайцерите от типа „Аполо“.
Всичко от проекта са построени 8 единици: „Астрея“ (на английски: HMS Astrea), „Бонаверчър“ (на английски: HMS Bonaventure), „Кембриан“ (на английски: HMS Cambrian), „Харибдис“ (на английски: HMS Charybdis), „Фокс“ (на английски: HMS Fox), „Хермион“ (на английски: HMS Hermion), „Флора“ (на английски: HMS Flora) и „Форте“ (на английски: HMS Forte). Последващо развитие на проекта са крайцерите от типа „Еклипс“.

## Проектиране
Крайцерите са поръчани в рамките на програмата „Акт за морската отбрана“ от 1889 г. Конструктивно те са развитие на проекта „Аполо“, но с 1000 тона по-голяма водоизместимост. Заради това, че голямата добавка е използвана за малки подобрения, проектът е подложен на силна критика. Въпреки това той остава основа за развитието на новите проекти бронепалубни крайцери от 2-ри ранг.

## История на службата
- HMS Bonaventure – спуснат на вода на 2 декември 1892 г., в строй от 5 юни 1894 г.
- HMS Cambrian – спуснат на вода на 30 януари 1893 г., в строй от септември 1894 г.
- HMS Astraea – спуснат на вода на 17 март 1893 г., в строй от 5 ноември 1895 г.
- HMS Charybdis – заложен през 1891 г., спуснат на вода на 15 юни1893 г., в строй от 14 януари 1896 г.
- HMS Fox – спуснат на вода на 15 юни 1893 г., в строй от 14 юни 1896 г.
- HMS Hermione – спуснат на вода на 7 ноември 1893 г., в строй от 14 януари 1896 г.
- HMS Flora – спуснат на вода на 21 ноември 1893 г., в строй от март 1895 г.
- HMS Forte – заложен през 1891 г., спуснат на вода на 9 декември 1893 г., в строй от януари 1895 г.[2]

## Оценка на проекта
Поради намаляването на скоростта с половин възел, корабите, като крайцери, са безполезни в лова на рейдери, а може да се признаят за „бойни“ само с определена уговорка. Те се оказват подходящи за типично британските задачи – „служба в далечните бази“ и „демонстрация на флага“. Те се оказват много по-слаби, отколкото това което британските корабостроители правят за експорт.